# 吹けよ風、呼べよ嵐
「吹けよ風、呼べよ嵐」（ふけよかぜ よべよあらし、原題：One of These Days）は、1971年に発表されたピンク・フロイドの楽曲。アルバム『Meddle（邦題：おせっかい）』に収録されている。

## 解説
冒頭から風の音が20数秒流れた後に、ロジャー・ウォーターズとデヴィッド・ギルモアによって交差される不気味なベースが鳴り響くのが印象的なインストゥルメンタル。『おせっかい』の中から「フィアレス」との両A面としてシングルカットされた。途中で聞こえる叫び声「One of these days, I'm going to cut you into little pieces（いつの日か、お前を細切れにしてやる）」はドラマーのニック・メイスンの声で、不気味さを出すためにテープのスピードを遅くして収録された。
全日本プロレスにおいて、いわゆる凶悪レスラーの入場テーマ曲として長年愛用されており、アブドーラ・ザ・ブッチャー、ザ・シークの入場テーマ曲として広く知られている。最近ではプロレスリング・ノアの常連外国人選手であるキース・ウォーカーも使用している。
また、日本では独自のカップリングでシングル・カットされ、最高72位ながら13週に渡ってランクインするスマッシュ・ヒットとなった。

## 演奏

### スタジオバージョン
- デヴィッド・ギルモア – ギター、スライドギター、ベース（右チャンネル）
- ロジャー・ウォーターズ – ベース（左チャンネル）
- ニック・メイスン – ドラムス、リバースエフェクト、シンバル、ボーカル
- リチャード・ライト – ハモンドオルガン、ピアノ、サウンドエフェクト

### 『光〜PERFECT LIVE!』『P.U.L.S.E』ツアー時
- デヴィッド・ギルモア – ラップ・スティールギター
- ガイ・プラット – ベース
- ニック・メイスン – ドラムス、シンバル、フラリッシュ、ボーカル（録音）
- リチャード・ライト – シンセサイザー
- ゲイリー・ウォリス（英語版） – パーカッション、ドラムス（『P•U•L•S•E』ツアー）
- ティム・レンウィック（英語版） – ギター
- ジョン・キャリン（英語版） – シンセサイザー